# A album
《A album》은 KinKi Kids의 데뷔 앨범이다. 1997년 7월 21일 발매. 데뷔싱글인 "硝子の少年"과 동시발매되었다. 밀리언셀러를 기록했으며 최고순위는 1위이다.

## 수록곡
1. Rocks
작사: 相田毅(아이다 타케시) 작곡: 谷本新(타니모토 신) 편곡: 棚橋信仁(타나하시 노부히토)
2. Kissからはじまるミステリー
작사: 松本隆(마츠모토 타카시) 작곡・편곡: 山下達郎(야마시타 타츠로)
도모토 쯔요시 주연「金田一少年の事件簿第2シーズン(김전일소년의 사건부2기)」(1996년) 주제곡
3. Tell me
작사: 相田毅(아이다 타케시) 작곡: 羽場仁志(하바 히토시) 편곡: 岩田雅之(이와타 마사유키)
4. 僕は思う
작사: 相田毅(아이다 타케시) 작곡: 谷本新(타니모토 신) 편곡: 船山基紀(후네야마 모토키)
도모토 코이치 솔로곡
도모토 코이치 주연「銀狼怪奇ファイル(깅로괴기파일)」(1996년) 주제곡
5. せつない恋に気づいて
작사: MIZUE & HIDE 작곡: 寺田一郎(테라다 이치로)　편곡: 岩田雅之(이와타 마사유키)
6. DISTANCE
작사: 山本英美(야마모토 히데미)　작곡: MARK DAVIS 편곡: CHOKKAKU
7. ひとりじゃない
작사: 森浩美(모리 히로미)　작곡: MARK DAVIS　편곡: 船山基紀(후네야마 모토키)
도모토 쯔요시 솔로곡
도모토 쯔요시 주연「金田一少年の事件簿第1シーズン(김전일소년의 사건부1기)」(1995년) 주제곡
8. あの娘はSo Fine
작사: 相田毅(아이다 타케시) 작곡: 谷本新(타니모토 신)　편곡: CHOKKAKU
9. FRIENDS
작사: 森浩美(모리 히로미) 작곡: 羽場仁志(하바 히토시)　편곡: 船山基紀(후네야마 모토키)
KinKi Kids 주연 「若葉のころ(어린시절)」(1996년) 주제곡
10. たよりにしてまっせ
작사: 吉田みなを(요시다 미나오)/村雨まさを(무라사메 마사오) 작곡: 服部良一(핫토리 료이치)　편곡: 岩田雅之(이와다 마사유키)